# Cimetière militaire britannique de Blargies
La cimetière militaire britannique de Blargies est un cimetière militaire de la Première Guerre mondiale situé sur le territoire de la commune de Blargies, au nord-ouest du département de l'Oise.

## Historique
La commune de Blargies, située à l'arrière du front pendant la Première Guerre mondiale, a été le lieu d'implantation de deux importants parcs de matériels, celui de Blargies-Nord consacré à un dépôt de munitions britannique, et celui de Blargies-Sud servant au Génie britannique et situés de part et d'autre de la ligne vers Beauvais et Paris, d'un hôpital militaire britannique et de deux prisons militaires réservées aux soldats du Commonwealth dans lesquelles deux mutineries eurent lieu,.
Le cimetière militaire britannique de Blargies a été créé en 1917 et a servi de lieu d'inhumation jusque début 1920. Il est géré et entretenu par la Commonwealth War Graves Commission.

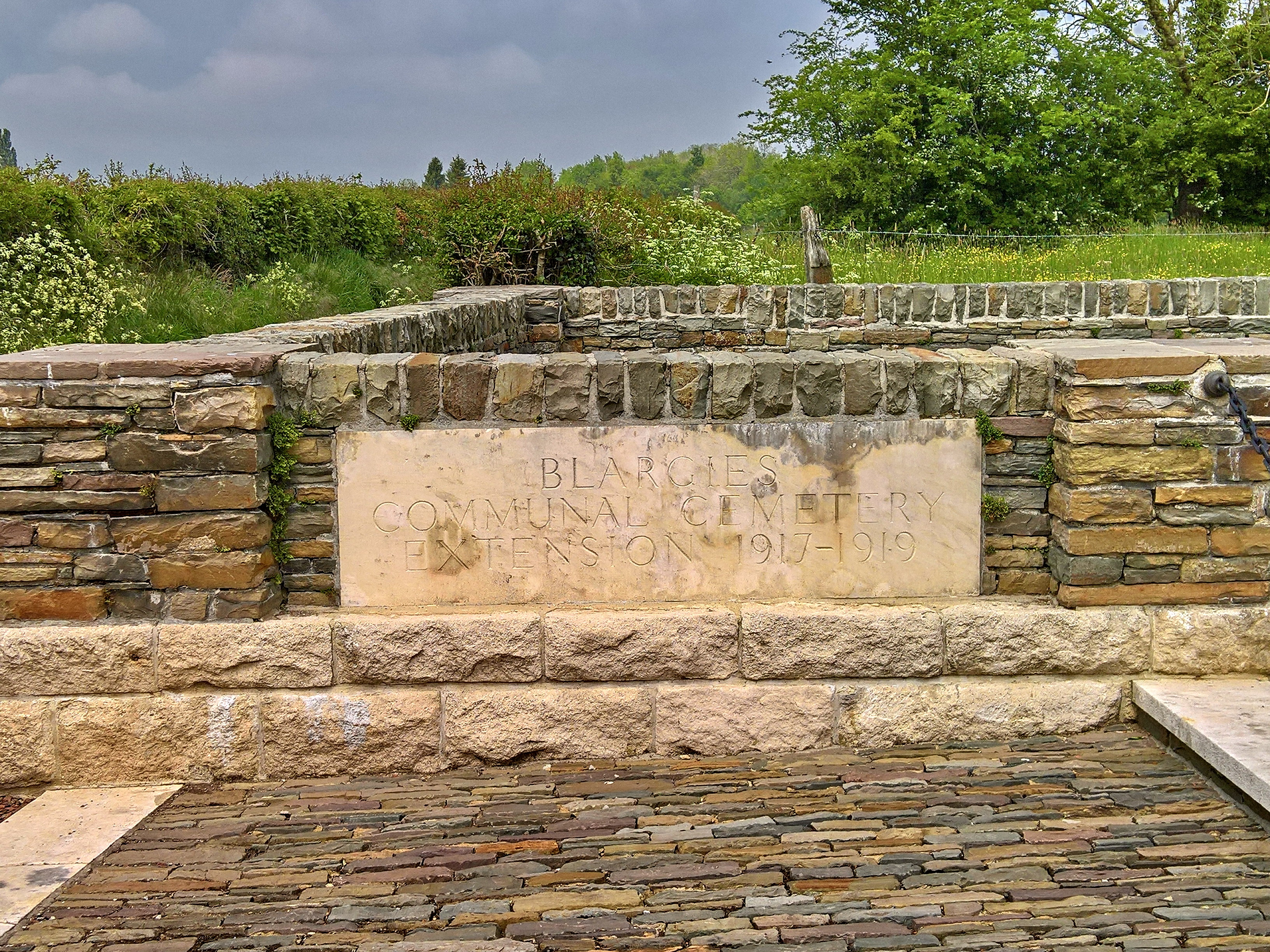
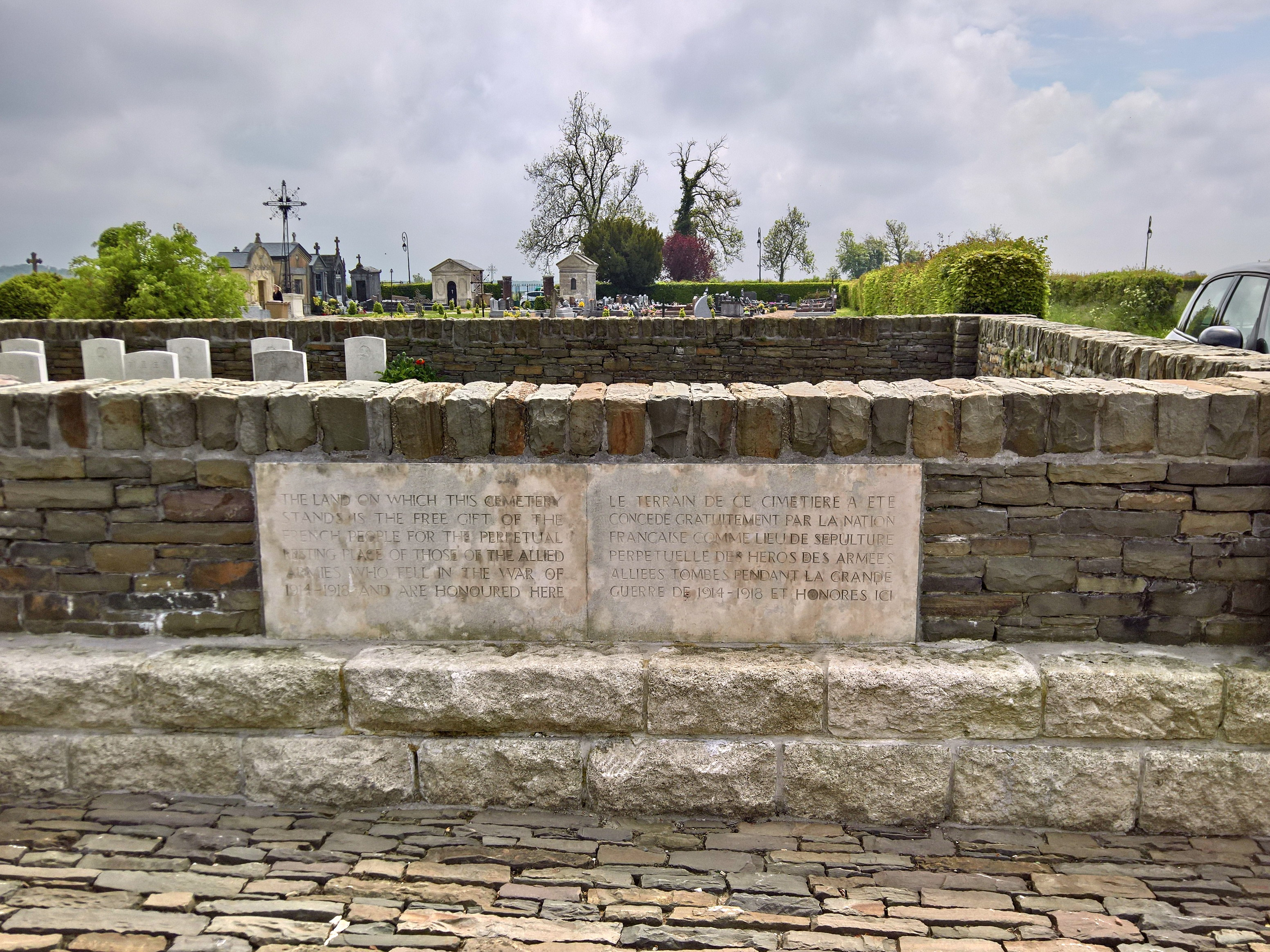

## Caractéristiques
Le cimetière britannique de Blargies compte : 182 tombes de soldats britanniques, 46 soldats indiens, 7 soldats sud-africains, 1 soldat australien, 1 soldat néo-zelandais et 1 soldat des Indes occidentales. 3 soldats britanniques et 1 soldat canadien morts pendant la Seconde Guerre mondiale y ont également été inhumés.

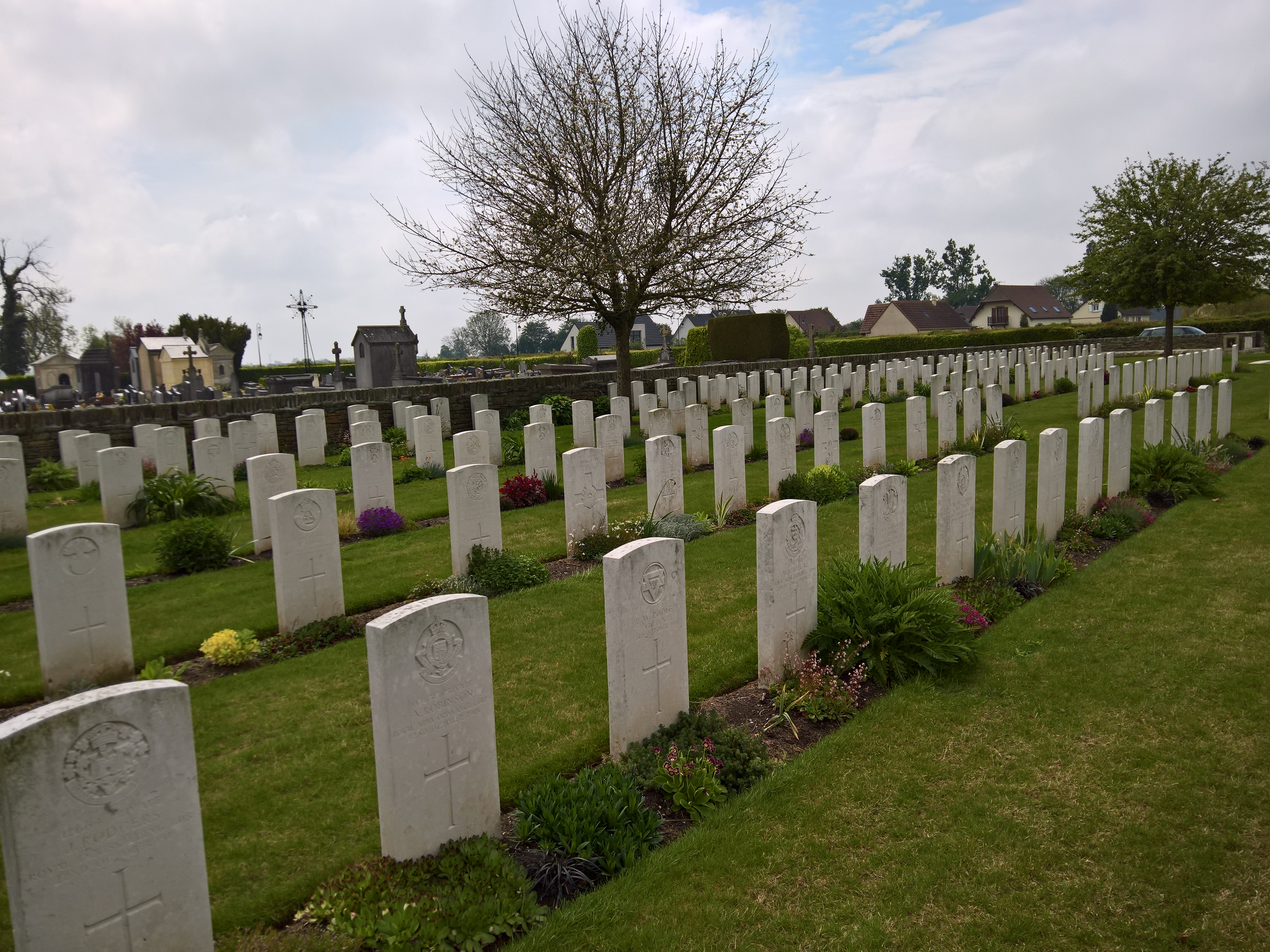
Vue générale
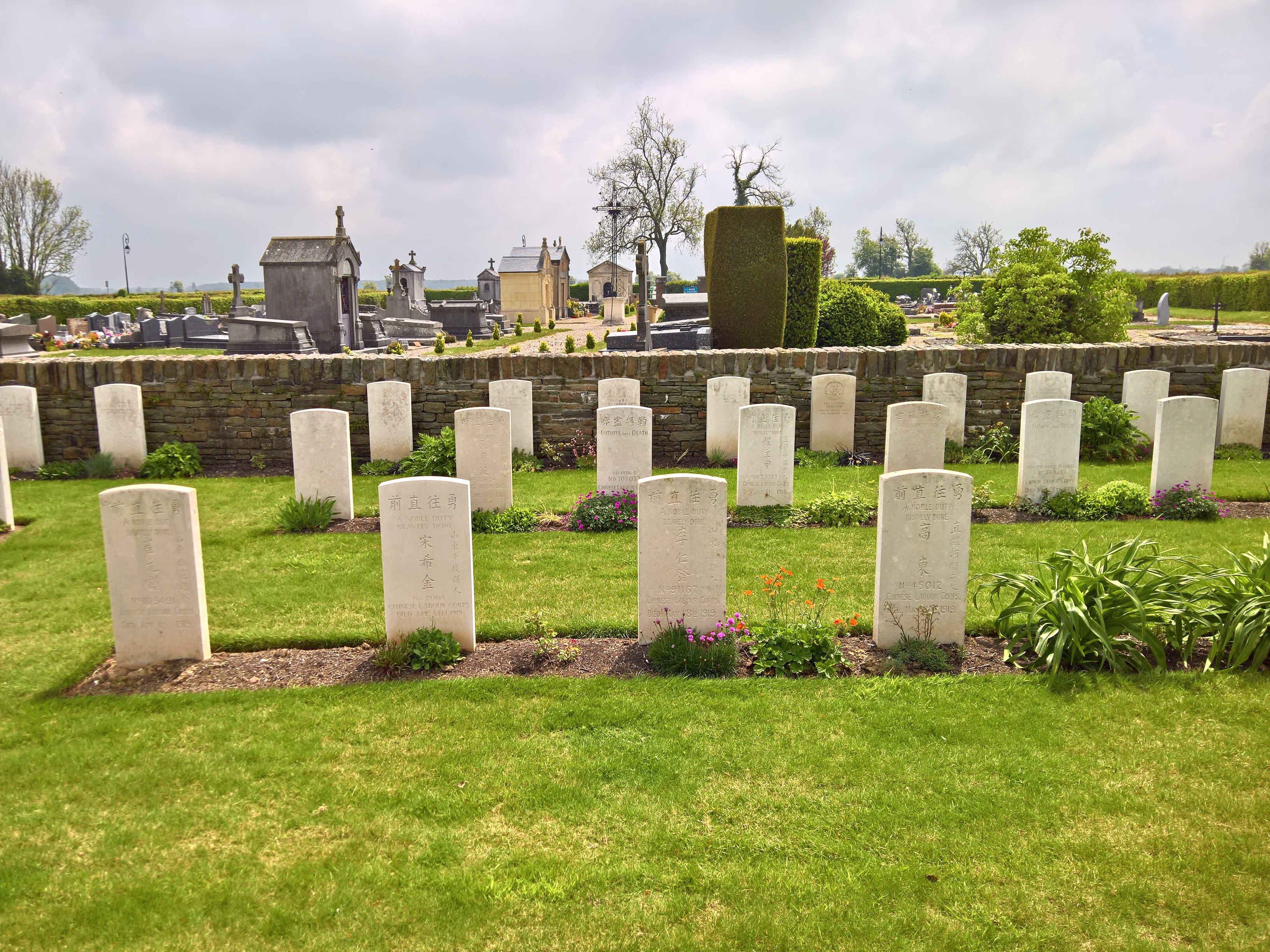
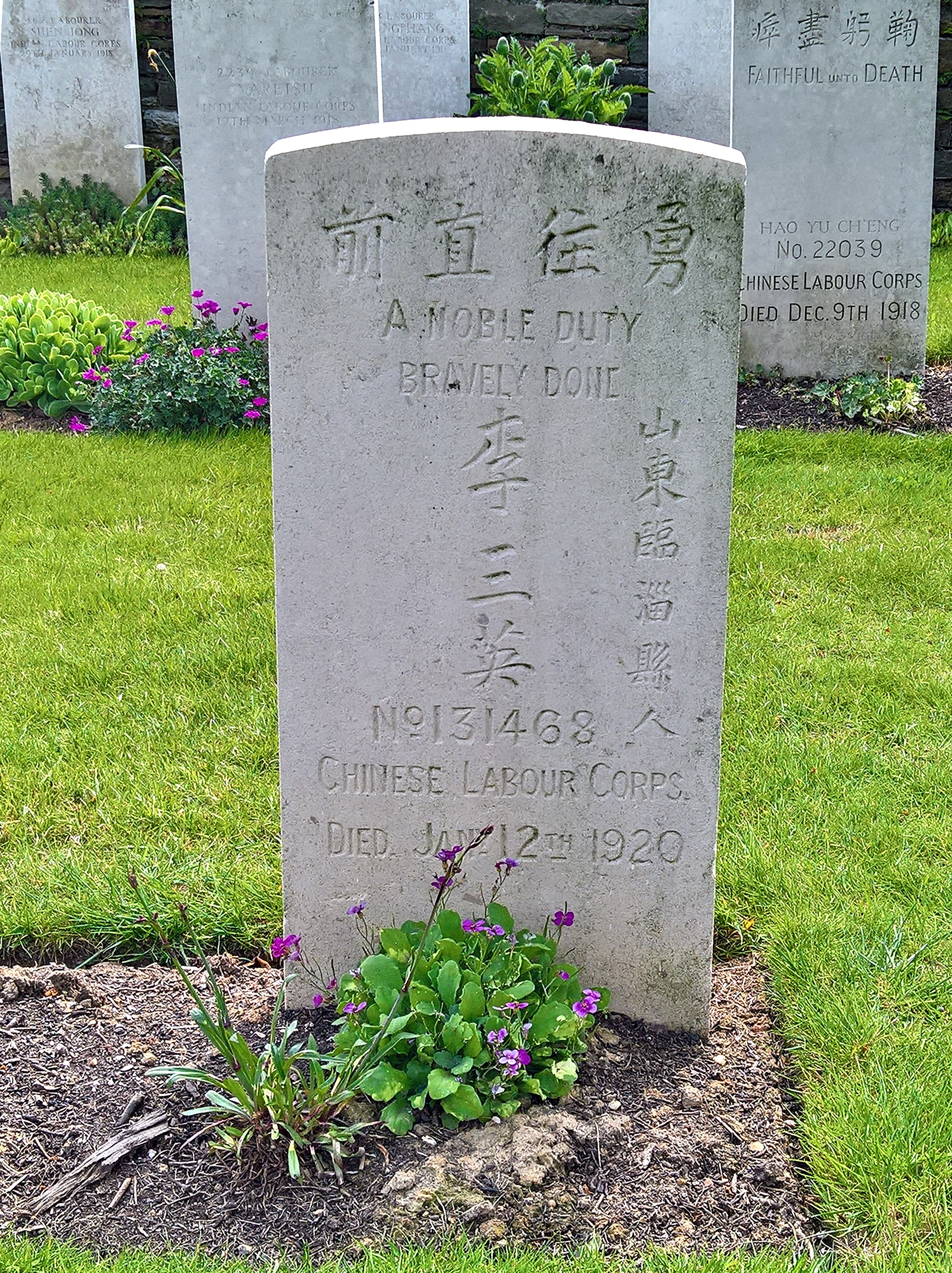
Tombe de travailleur chinois
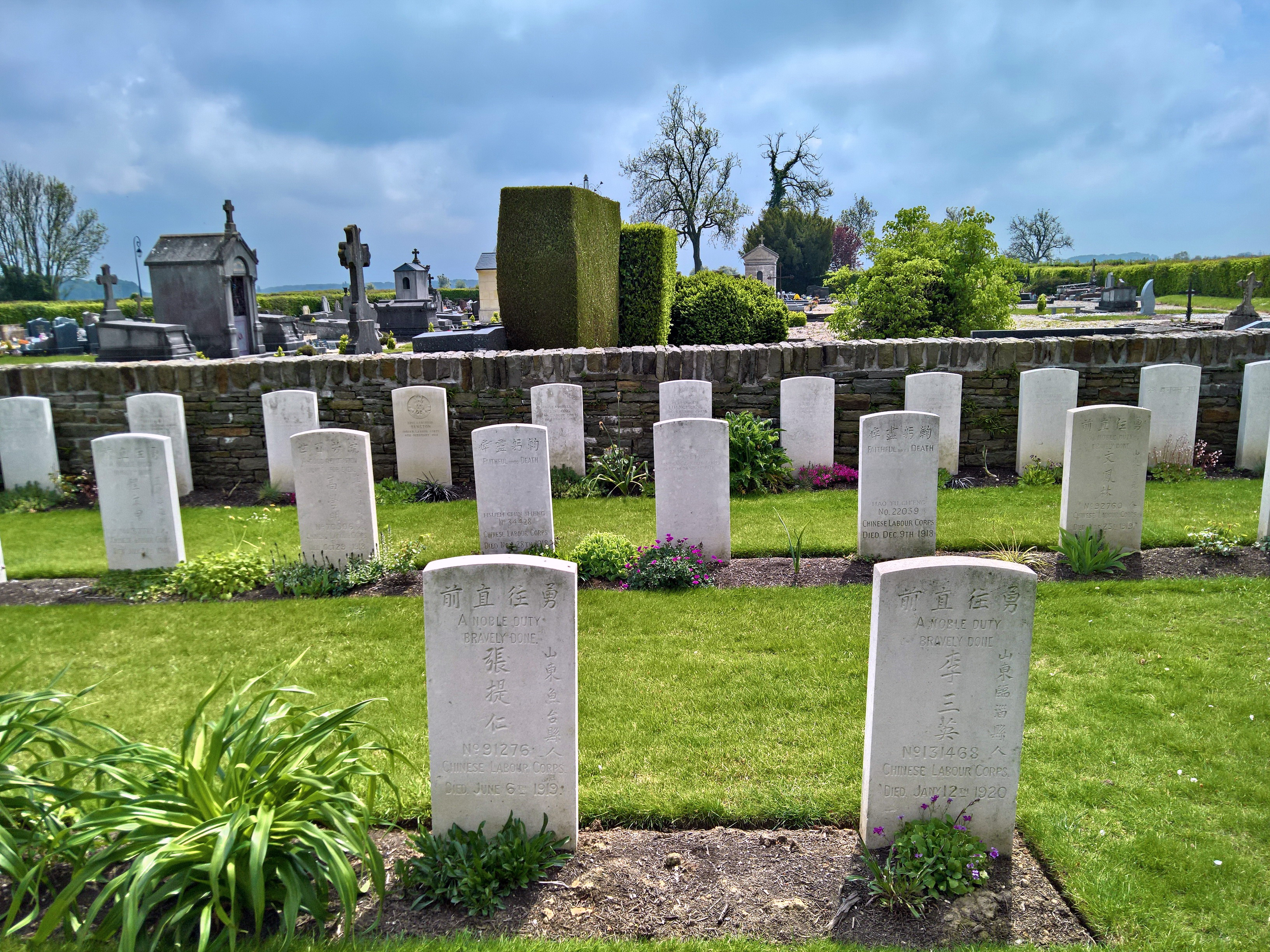
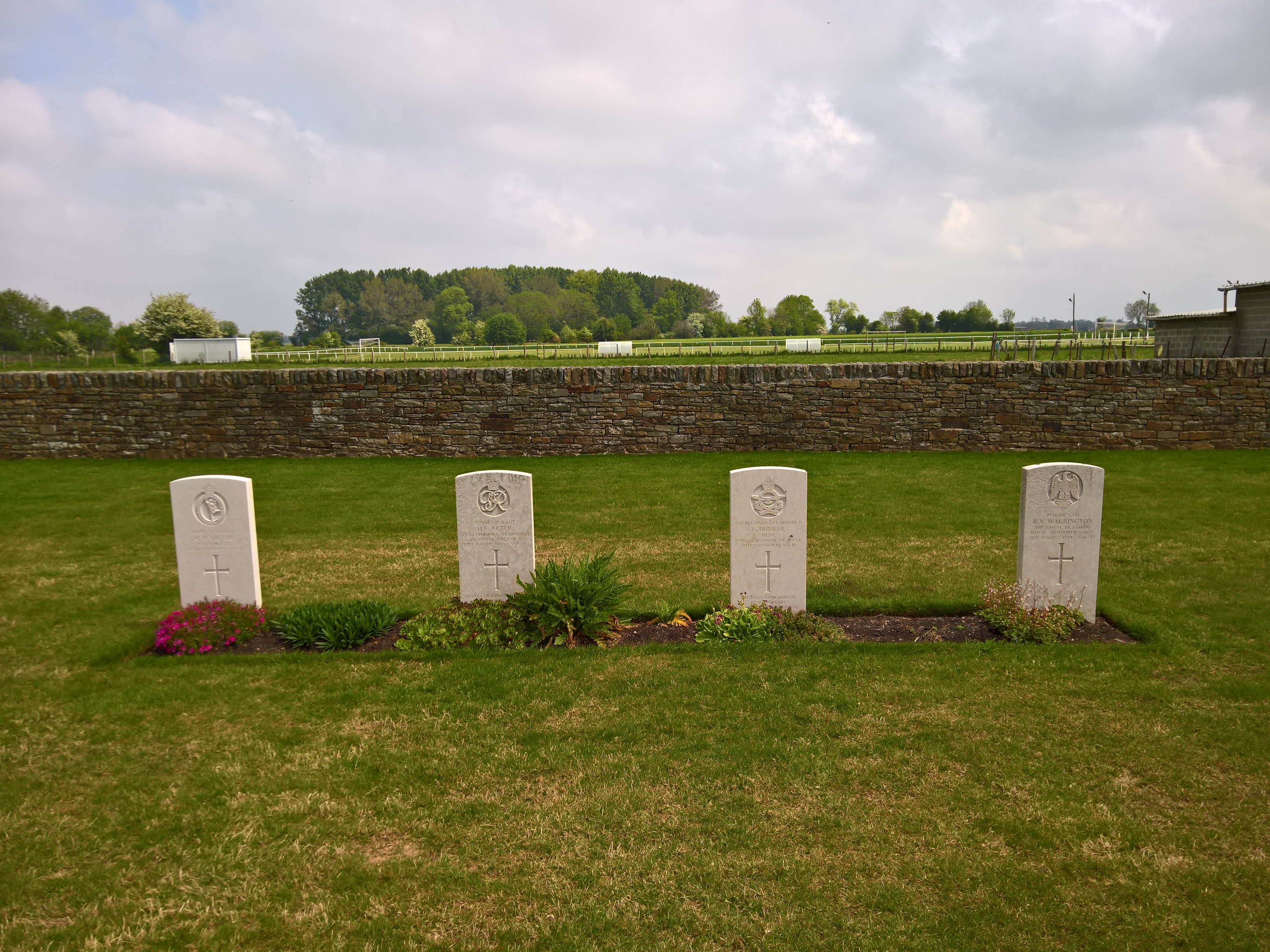
Tombes de la Seconde Guerre mondiale